# Tiếng Punjab
Tiếng Punjab (/pʌnˈdʒɑːbi/, Shahmukhi: پن٘جابی, Gurmukhi: ਪੰਜਾਬੀ, phát âm tiếng Punjabi: [pənˈdʒaːbːi]) là một ngôn ngữ Ấn-Arya được nói bởi hơn 100 triệu người bản ngữ toàn cầu, khiến nó trở thành ngôn ngữ được nói phổ biến thứ 11 (2015) trên thế giới. Đây là ngôn ngữ của người Punjab, dân tộc chủ yếu cư ngụ ở vùng Punjab nằm trên lãnh thổ hai nước Ấn Độ và Pakistan. Trong các ngôn ngữ Ấn-Âu, nó khác biệt ở chỗ là một ngôn ngữ thanh điệu.
Tiếng Punjab là ngôn ngữ được dùng rộng rãi nhất tại Pakistan như tiếng mẹ đẻ, ngôn ngữ phổ biến thứ 11 Ấn Độ và là bản ngữ đông người nói thứ ba Tiểu lục địa Ấn Độ (sau tiếng Hindi và tiếng Bengal). Tiếng Punjab là ngôn ngữ phổ biến thứ tư ở Vương quốc Liên hiệp Anh và Bắc Ireland và phổ biến thứ ba ở Canada (sau tiếng Anh và tiếng Pháp). Ngôn ngữ này cũng hiện diện ở Các Tiểu vương quốc Ả Rập Thống nhất, Hoa Kỳ, Ả Rập Xê Út, và Úc. Tiếng Punjab thường được viết bằng chữ Shahmukhi và Gurmukhi, khiến nó trở thành một trong số tương đối ít các ngôn ngữ được viết bởi hơn một hệ chữ.